# Archidiecezja Bloemfontein
Archidiecezja Bloemfontein (łac. Archidiœcesis Bloemfonteinensis) – archidiecezja metropolitalna Kościoła rzymskokatolickiego w Republice Południowej Afryki. Jej powstanie, od razu w randze archidiecezji, stanowiło część reformy administracyjnej Kościoła południowoafrykańskiego z 11 stycznia 1951.

## Główne świątynie
- Archikatedra: Archikatedra Świętego Serca w Bloemfontein

## Arcybiskupi
- Herman Joseph Meysing OMI (1951–1954)
- William Patrick Whelan OMI (1954–1966)
- Joseph Patrick Fitzgerald OMI (1966–1976)
- Peter Fanyana John Butelezi OMI (1978–1997)
- Buti Joseph Tlhagale OMI (1999–2003)
- Jabulani Adatus Nxumalo OMI (2005–2020)
- Zolile Peter Mpambani SCJ (od 2020)